# Eduard Hepp

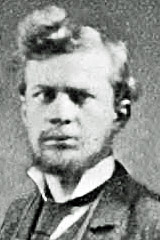
Eduard Hepp (1877)

Eduard Hepp (Estrasburgo, 11 de junho de 1851 – 18 de junho de 1917) foi um químico alemão.
Filho de um farmacêutico, estudou química a partir de 1871 na Universidade de Heidelberg e na Universidade de Estrasburgo, odbendo um doutorado em 1874. Trabalhou depois nas empresas:
- BASF, Ludwigshafen am Rhein
- Oehler, Offenbach am Main
- Chemische Fabrik Kalle, Biebrich, Wiesbaden
- Farbwerke Hoechst.

Hepp trabalhou principalmente com a química de corantes e seus derivados. Desenvolveu sínteses de diversos corantes de várias famílias de compostos.
É conhecido pelo rearranjo de Fischer-Hepp e uma síntese de acridina descoberta por ele.

## Obras
- Über einige Verbindungen von Aldehyden mit aromatischen Kohlenwasserstoffen. Heitz, Straßburg 1875 (Inaugural Dissertation)